# Keith Donnellan
Keith Sedgwick Donnellan (* 25. Juni 1931 in Washington, D.C.; † 20. Februar 2015) war ein amerikanischer Philosoph. Bekannt wurde er insbesondere durch seine Arbeiten in der Sprachphilosophie zur Theorie der Kennzeichnungen. 

## Biografie
Donnellan begann seine Studien an der University of Maryland, College Park und beendete sie an der Cornell University mit dem Bachelor, dem Master und dem Ph.D. (1961). Er unterrichtete zunächst an der Cornell University und wechselte 1970 an die University of California, Los Angeles. Danach war er emeritierter Professor dieser Universität.

## Philosophie
Bekannt ist Donnellan für seine Arbeiten im Bereich der Sprachphilosophie. Mit seinem Aufsatz Reference and Definite Descriptions vertritt er die These, dass sowohl Russell als auch Strawson mit ihrer Analyse fehlschlügen, weil beide die Unterscheidung zwischen attributiver und referentieller Verwendung von Kennzeichnungen nicht berücksichtigten. Diese These hat zu einer anhaltenden Debatte darüber geführt, wie diese Unterscheidung genau zu verstehen sei und ob damit tatsächlich die Analysen von Russell und Strawson als überholt gelten müssten.

## Werke
- Reference and Definite Descriptions (1966)
- Proper Names and Identifying Descriptions (1970)
- Speaking of Nothing (1974)
- The Contingent A Priori and Rigid Designation (1977)
- Speaker Reference, Descriptions and Anaphora (1978)
- Kripke and Putnam on Natural Kind Terms (1983)
- Belief and the Identity of Reference (1989)
- Joseph Almog, Paolo Leonardi, (hrsg.), Essays on Reference, Language, and Mind. New York: Oxford University Press, 2012.